# 马雷托
马雷托（義大利語：Maretto），是意大利阿斯蒂省的一个市镇。总面积4.86平方公里，人口為393人，人口密度80.9人/平方公里（2009年）。ISTAT代码为005062。